# Шяуляйская область
Шяуля́йская область (лит. Šiaulių sritis) — административно-территориальная единица Литовской ССР, существовавшая в 1950—1953 годах. Административный центр — город Шяуляй.

## История
Шяуляйская область (наряду с тремя другими областями республики) была образована 20 июня 1950 года в ходе эксперимента по введению областного деления внутри союзных республик Прибалтики. Шяуляйская область располагалась в северной части Литвы. Через два года эксперимент был признан неудачным и область упразднили (Указом Президиума Верховного Совета СССР от 28 мая 1953 года).
Область делилась на 24 района:
- Акмянский район
- Биржайский район
- Вабальнинкский район
- Дотнувский район
- Жагарский район
- Ионишкельский район
- Ионишкский район
- Кельмеский район
- Купишкский район
- Куршенский район
- Линкувский район
- Обяльский район
- Пакруойский район
- Пандельский район
- Паневежский район
- Пасвальский район
- Радвилишкский район
- Рамигальский район
- Рокишкский район
- Титувенский район
- Трошкунский район
- Ужвентский район
- Шедувский район
- Шяуляйский район